# Honda WR-V
Le Honda WR-V est un SUV produit par Honda. Il a la même structure de carrosserie que la Fit / Jazz de troisième génération avec un traitement différent de l'avant. Il a été présenté au Salon international de l'automobile de São Paulo 2016. Le WR-V a été conçu spécifiquement pour le marché sud-américain et indien,.
L'abréviation WR-V signifie Winsome Runabout Vehicle et son slogan est «WOW-RV» dans la publicité télévisée officielle indienne,.
La WR-V a été lancée sur le marché automobile indien le 16 mars 2017 au prix de départ de Rs 7,75 lakh. Le WR-V est lancé au Brésil en même temps.